# Campeonato Africano de Atletismo de 2018 - Salto triplo feminino
A prova do salto triplo feminino do Campeonato Africano de Atletismo de 2018 foi disputada no dia 5 de agosto, no Estádio Stephen Keshi, em Asaba, na Nigéria.

## Recordes
Antes desta competição, os recordes mundiais e do campeonato nesta prova eram os seguintes:
|                       | Nome                   | Nacionalidade | Distância | Local      | Data                 |
| --------------------- | ---------------------- | ------------- | --------- | ---------- | -------------------- |
| Recorde mundial       | Inessa Kravets         | Ucrânia       | 15m 50cm  | Gotemburgo | 10 de agosto de 1995 |
| Recorde do campeonato | Françoise Mbango Etone | Camarões      | 14m 95cm  | Tunes      | 7 de agosto de 2002  |
| Recorde africano      | Françoise Mbango Etone | Camarões      | 15m 39cm  | Pequim     | 17 de agosto de 2008 |

## Medalhistas
| Ouro                 | Prata                | Bronze               |
| Grace Anigbata (NGR) | Zinzi Chabangu (RSA) | Lerato Sechele (LES) |

## Cronograma
Todos os horários são locais (UTC+1).
| Data        | Hora  | Evento |
| ----------- | ----- | ------ |
| 5 de agosto | 17:20 | Final  |

## Resultado final
| Posição           | Atleta              | Nacionalidade   | #1    | #2    | #3    | #4    | #5    | #6    | Resultado | Notas |
| ----------------- | ------------------- | --------------- | ----- | ----- | ----- | ----- | ----- | ----- | --------- | ----- |
| Medalha de ouro   | Grace Anigbata      | Nigéria         | 13.30 | 14.02 | 13.13 | 13.33 | 13.76 | 13.72 | 14.02     |       |
| Medalha de prata  | Zinzi Chabangu      | África do Sul   | 13.04 | x     | 13.59 | x     | x     | x     | 13.59     |       |
| Medalha de bronze | Lerato Sechele      | Lesoto          | 13.30 | 13.31 | x     | x     | x     | 13.25 | 13.31     |       |
| 4                 | Patience Ntshingila | África do Sul   | 12.74 | x     | 13.15 | x     | x     | ?     | 13.15     |       |
| 5                 | Sangoné Kandji      | Senegal         | 12.75 | 13.01 | x     | x     | 12.54 | x     | 13.01     |       |
| 6                 | Blessing Ibrahim    | Nigéria         | 11.64 | x     | 12.71 | x     | 12.48 | 12.97 | 12.97     |       |
| 7                 | Liliane Potiron     | Ilhas Maurícias | 12.43 | 12.49 | x     | 12.26 | 12.45 | 12.58 | 12.58     |       |
| 8                 | Esraa Owis          | Egito           | 12.22 | 12.01 | 12.13 | 12.22 | x     | 12.06 | 12.22     |       |
| 9                 | Fatoumata Koala     | Burquina Fasso  | x     | 11.96 | x     |       |       |       | 11.96     |       |
| 10 !              | Joan Cherono        | Quênia          |       |       |       |       |       |       | DNS       |       |
| 10 !              | Aryat Dibow         | Etiópia         |       |       |       |       |       |       | DNS       |       |

Legenda
| Recorde mundial       | Recorde mundial (World record)               |                       | Recorde africano                      | Recorde africano (African) |                                           | Q | Classificado por posição (Qualified) |
| Recorde do campeonato | Recorde do campeonato (Championship record)  | Recorde da América    | Recorde da América (Americas)         | q                          | Classificado por melhor tempo (Qualified) |   |                                      |
| Melhor marca do ano   | Melhor marca do ano (World leading)          | Recorde asiático      | Recorde asiático (Asian)              | DNS                        | Não largou (Did not start)                |   |                                      |
| Recorde nacional      | Recorde nacional (National record)           | Recorde europeu       | Recorde europeu (European)            | DNF                        | Não terminou (Did not finish)             |   |                                      |
| Recorde pessoal       | Recorde pessoal do atleta (Personal best)    | Recorde da Oceania    | Recorde da Oceania (Oceania)          | DSQ / DQ                   | Desclassificado (Disqualified)            |   |                                      |
| Recorde da temporada  | Recorde da temporada do atleta (Season best) | Recorde sul-americano | Recorde sul-americano (South America) | NM                         | Sem marca (No mark)                       |   |                                      |